# WAGs

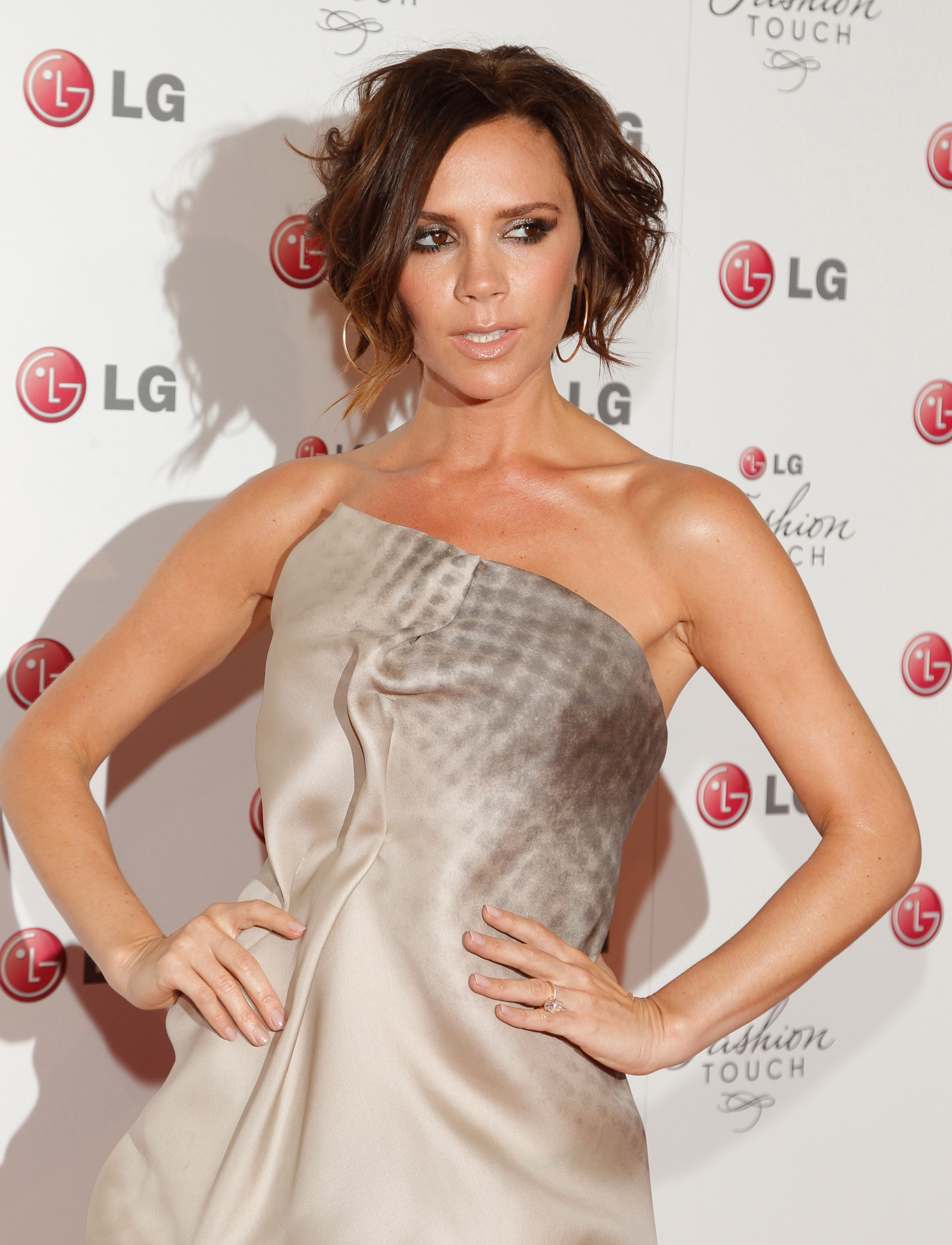
Victoria Beckham, de vrouw van voetballer David Beckham

WAGs is een acroniem voor wives and girlfriends (Engels voor 'vrouwen en vriendinnen'), dat vooral (maar niet uitsluitend) gebruikt werd door de Engelse boulevardpers (tabloids) en stond voor vrouwen en vriendinnen van Engelse voetbalspelers.
De term werd vooral gebruikt tijdens het WK voetbal 2006, al bestond hij al eerder.
Niet veel later ontstond ook het enkelvoud 'WAG' (wife and girlfriend). Later werd ook 'RAGs' voor royalty and girlfriends geïntroduceerd, dat wil zeggen de kroonprinsen en hun vriendinnen. Grappig effect is dat rags staat voor armoede ('vodden').